# 索古蘇國家公園
40°27′14.87″N 32°37′20.34″E / 40.4541306°N 32.6223167°E

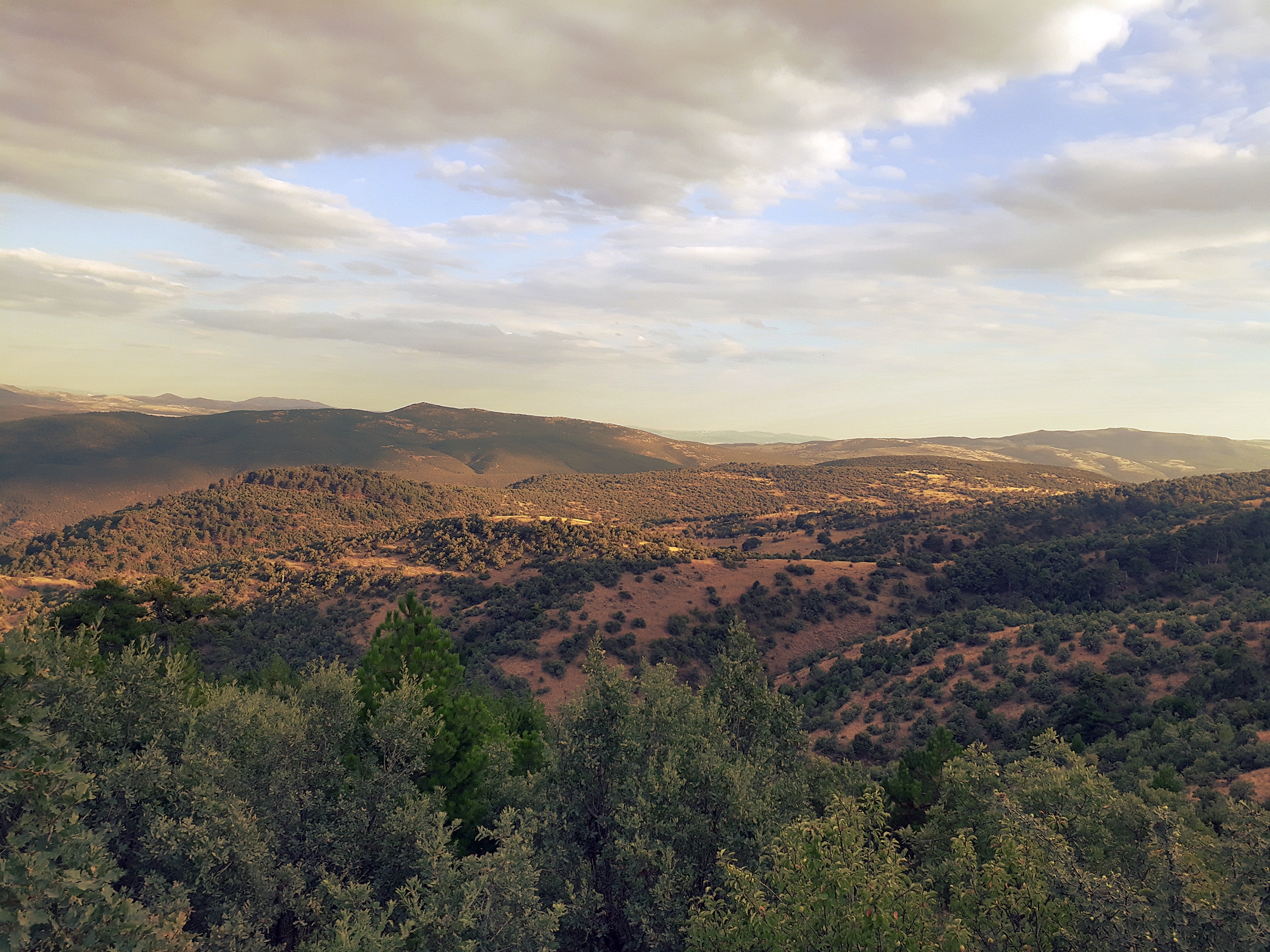

索古蘇國家公園是土耳其的國家公園，位於該國中部安卡拉省，處於克孜勒賈哈馬姆，距離首都安卡拉80公里，成立於1959年2月19日，面積12平方公里。